# Open Air Suit
《Open Air Suit》는 헨리 스레드질, 스티브 맥콜, 프레드 홉킨스로 이루어진 프리 재즈 트리오 에어의 정규 음반이다.
| 전문가 평가 | 전문가 평가 |
| 평가 점수   | 평가 점수   |
| 출처        | 점수        |
| ----------- | ----------- |
| Allmusic    | [ 1 ]       |

## 평가
올뮤직은 별 다섯 개 만점 중 두 개 반을 부여하였다.

## 트랙 리스트
1. "Card Two: The Jick or Mandrill's Cosmic Ass" - 7:25
2. "Card Five: Open Air Suit" - 10:22
3. "Card Four: Strait White Royal Flush...78" - 6:15
4. "Card One: Cutten {2 Knuckles + 2 Widows + 2 Tricks}/3 X1" - 15:30

## 크레딧
- 헨리 스레드질 - 알토 색소폰, 테너 색소폰, 바리톤 색소폰, 플루트
- 프레드 홉킨스 - 베이스, 마라카스
- 스티브 맥콜 - 드럼, 퍼커션